# Live and Rare
Live and Rare는 마이 케미컬 로맨스의 EP 음반이다. 일본의 워너 뮤직 재팬에서 2007년 12월 19일에 발매하여 일본에서만 판매되었다. 일곱 개의 비정규 트랙을 수록하였는데, 모든 곡은 세 번째 정규 음반 《The Black Parade》의 싱글에 수록되어 있다.

## 수록곡

### CD
1. "Famous Last Words" (live)
2. "Cancer" (live)
3. "House of Wolves" (live)
4. "Dead!" (live)
5. "Mama" (live)
6. "My Way Home Is Through You"
7. "Kill All Your Friends"